# Mark Todd
Mark Todd (n. 1 martie 1956, Cambridge⁠(d), Waikato⁠(d), Noua Zeelandă) este un Jocheu ce a reprezentat Noua Zeelandă, medaliat olimpic. A participat la 8 ediții ale Jocurilor Olimpice (1984, 1988, 1992, 1996, 2000, 2008, 2012, 2016) în care a câștigat două medalii de bronz.